# Ferraria brevifolia
Ferraria brevifolia är en irisväxtart som beskrevs av Gwendoline Joyce Lewis. Ferraria brevifolia ingår i släktet Ferraria och familjen irisväxter. Inga underarter finns listade i Catalogue of Life.